# Nissan Gloria
Nissan Gloria (яп. 日 産 · グ ロ リ ア, Ніссан Глорія) - японський автомобіль бізнес-класу, що випускався з 1959 по 2004 рік компанією Prince, потім Nissan. Спочатку автомобіль будувався на унікальній платформі, проте, починаючи з третього покоління, під назвою Глорія випускався дещо змінений зовні автомобіль Nissan Cedric. Прямим наступником Глорії на американському ринку є Infiniti M45, а на внутрішньому японському ринку - сімейство Седрік/Глорія було замінено седаном Nissan Fuga в 2004 році.
В Японії автомобілі Глорія продавалися через дилерську мережу Nissan Prince Shop, а потім разом з Nissan Skyline. Назва автомобіля походить від лат. Gloria - «Слава».

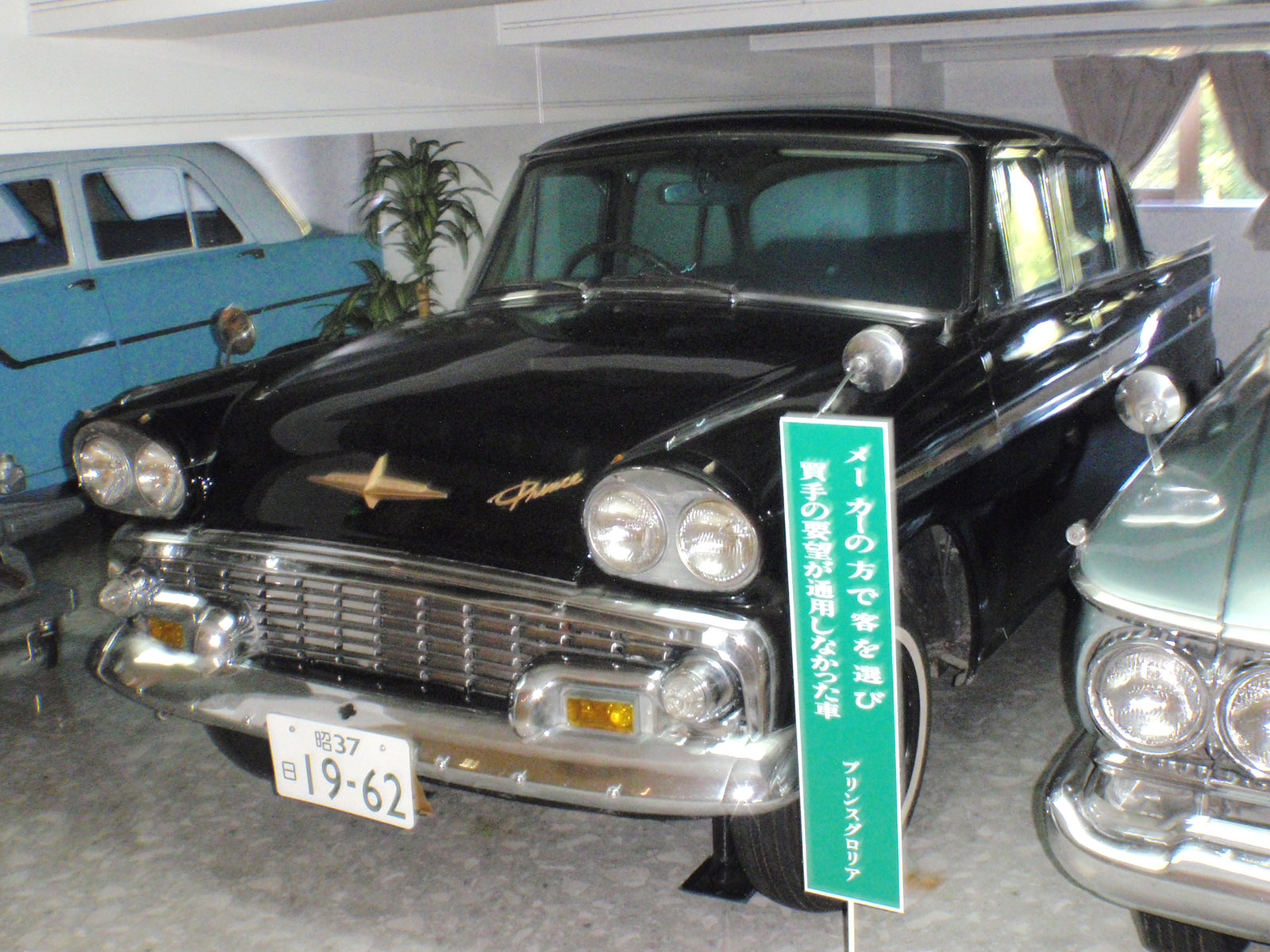
Prince Gloria BLSI (1959–1963)
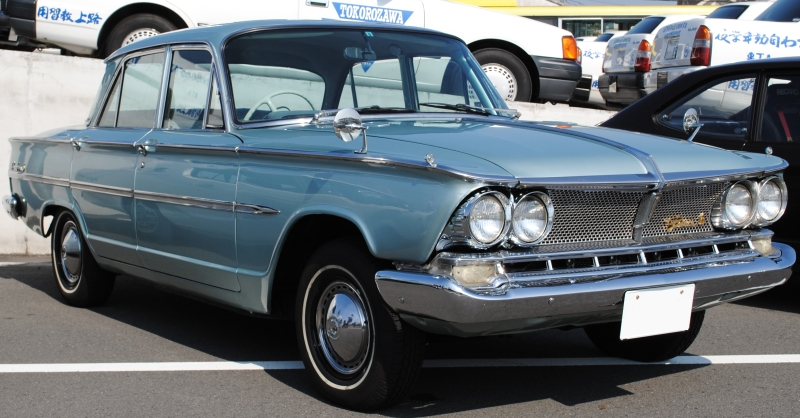
Prince Gloria S40 (1962–1967)
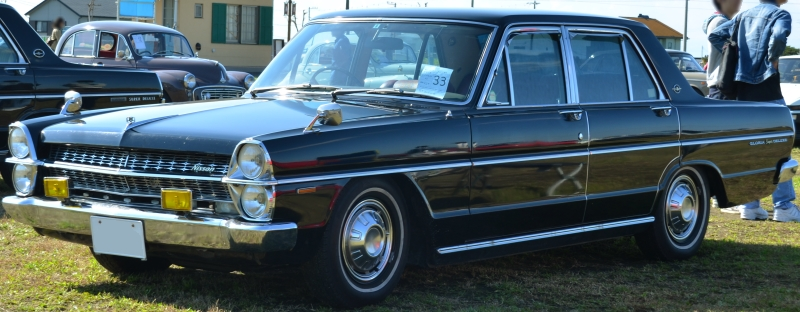
Nissan (Prince) Gloria A30 (1967–1971)
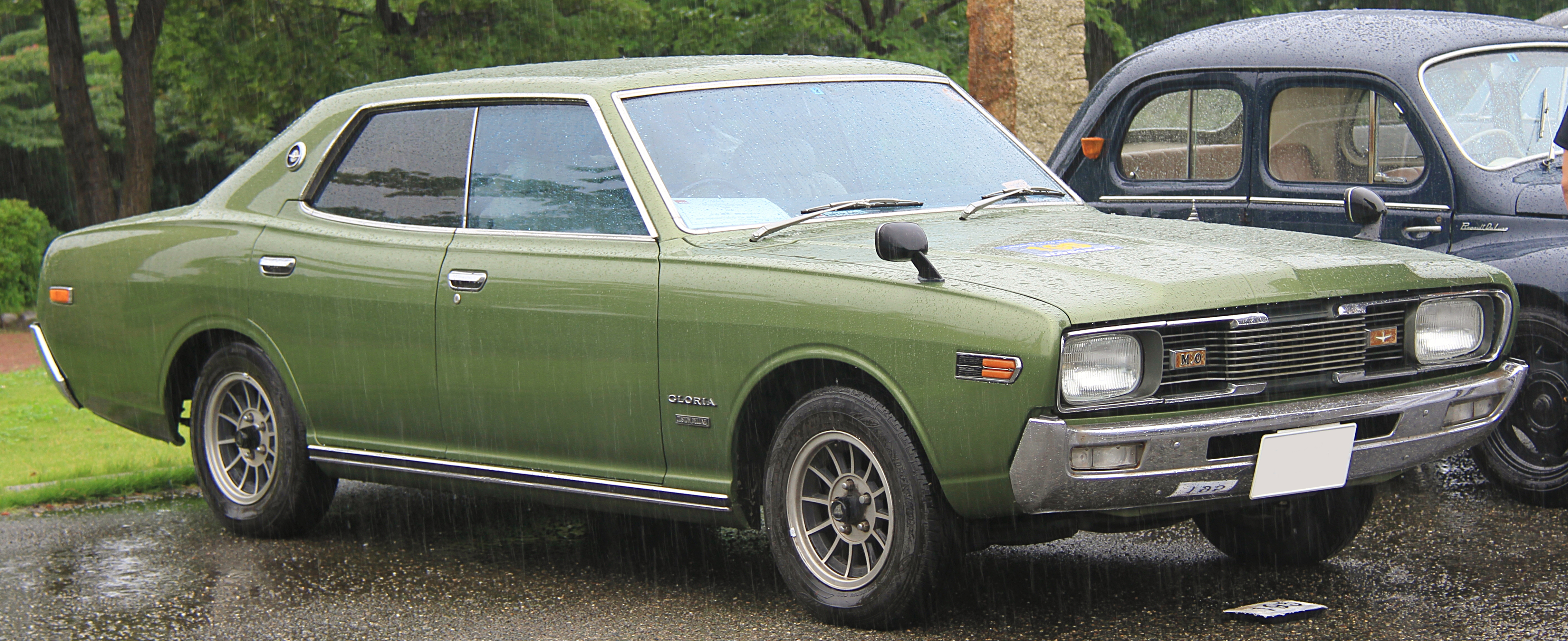
Nissan Gloria IV (1971–1975)
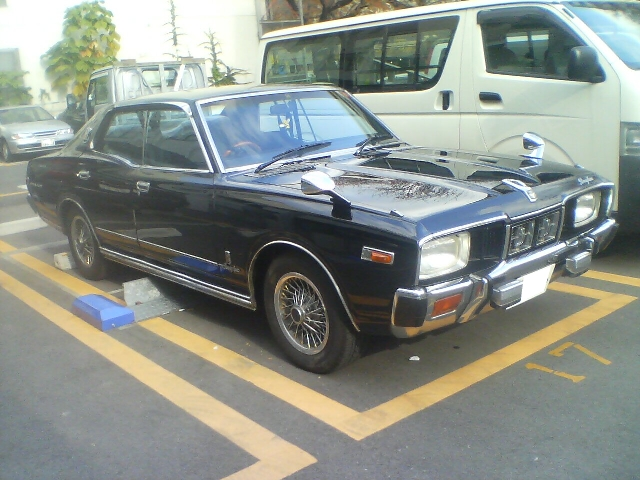
Nissan Gloria V (1975-1979)
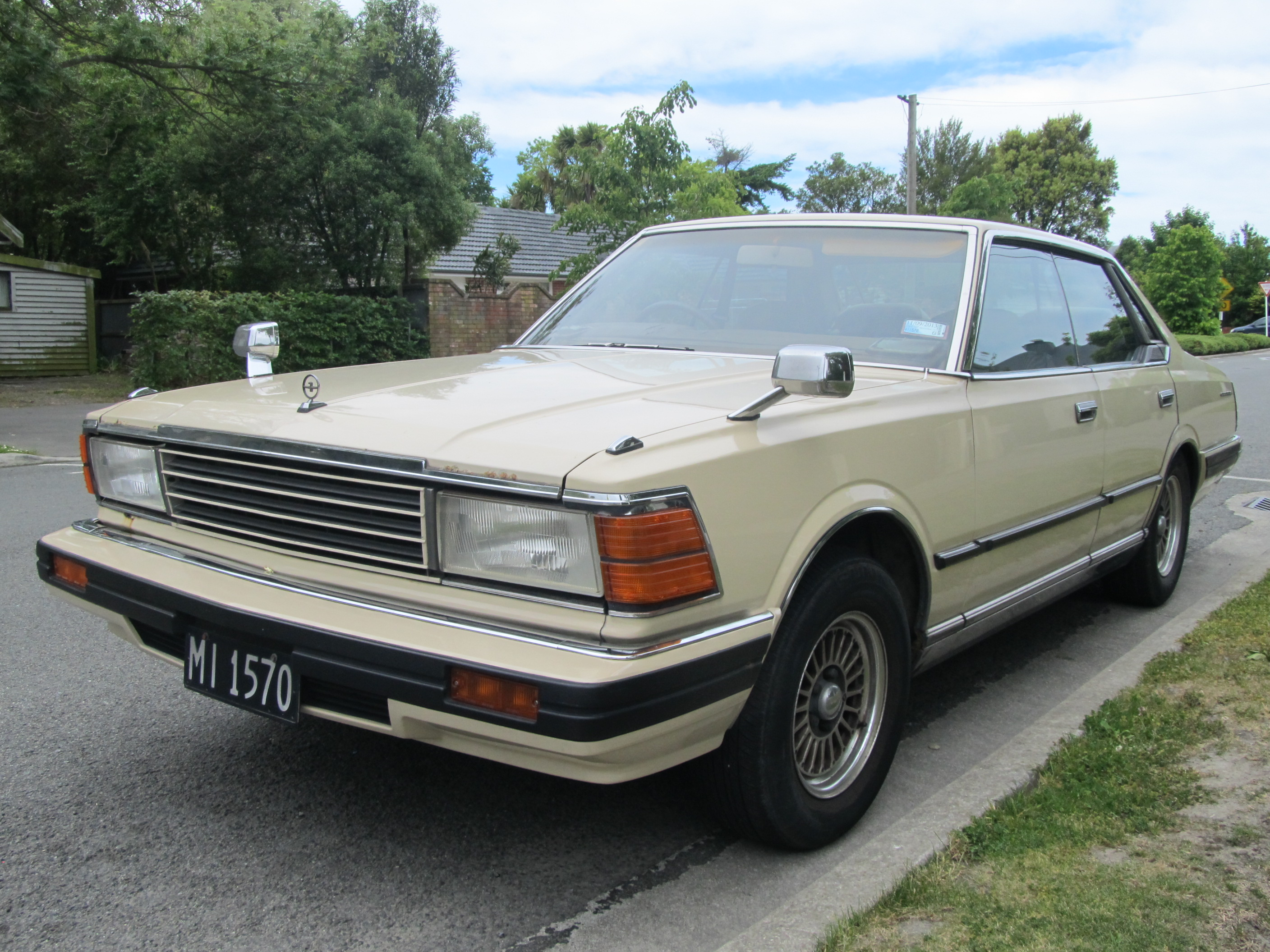
Nissan Gloria VI (1979–1983)
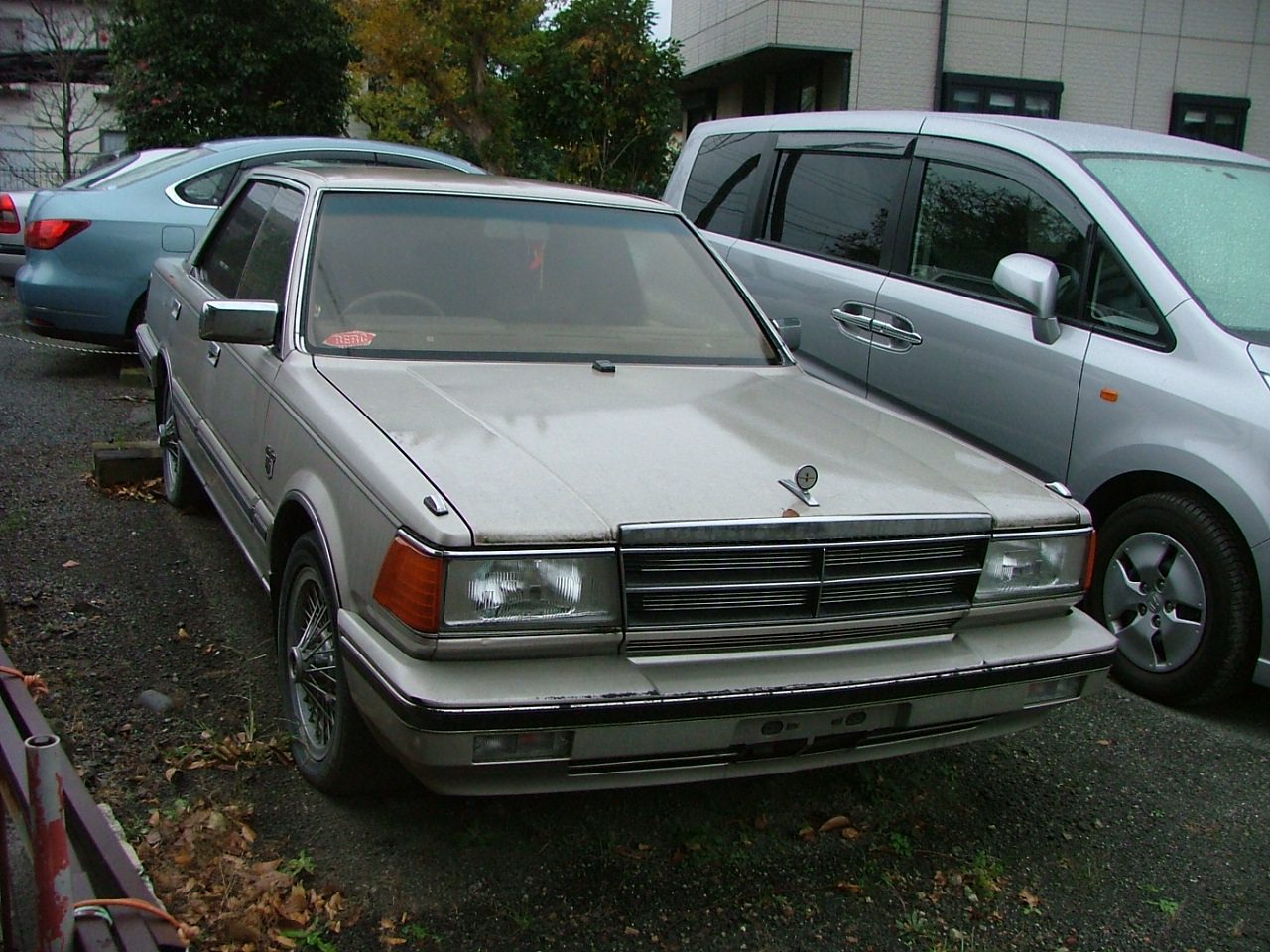
Nissan Gloria VII (1983–1987)
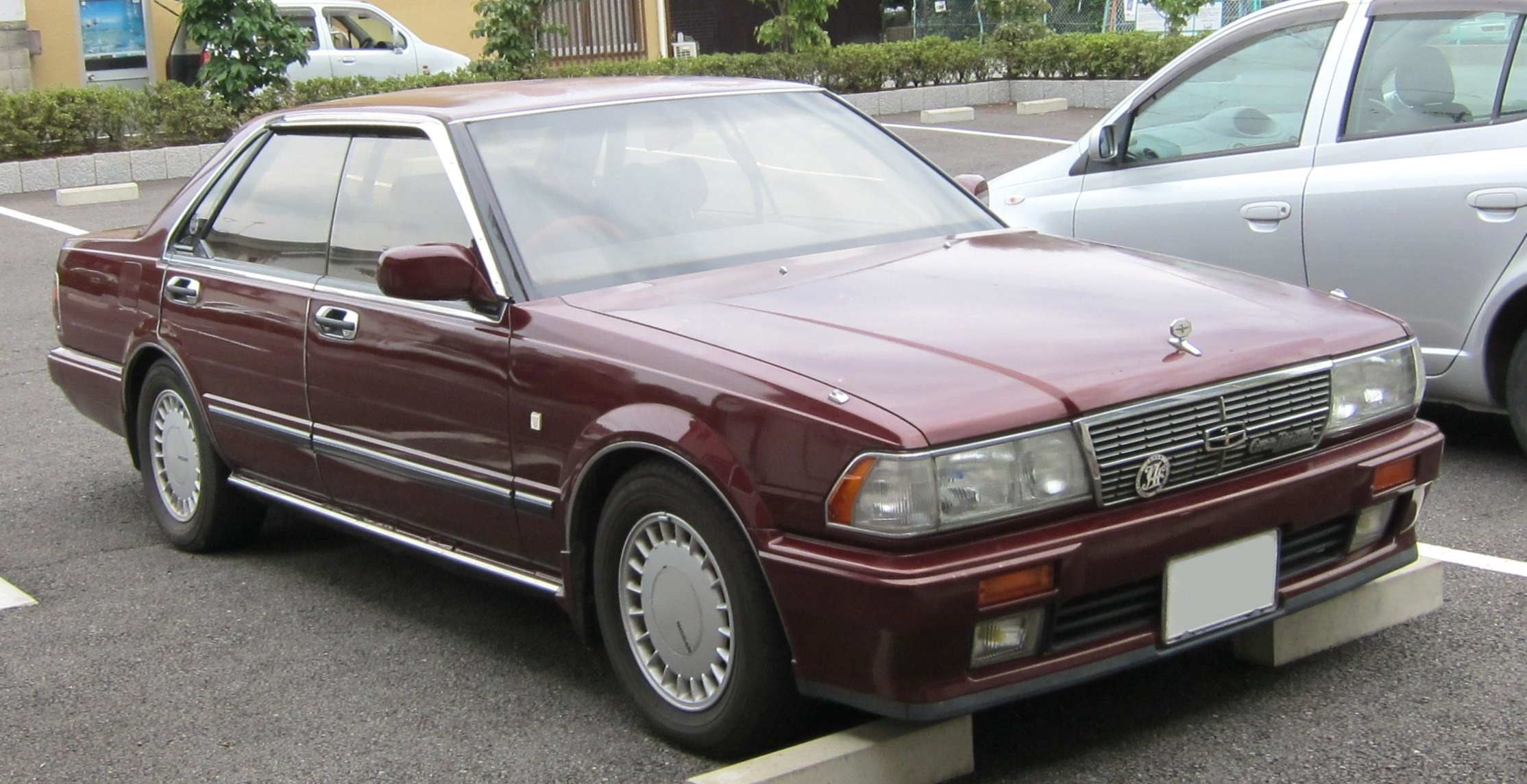
Nissan Gloria VIII (1987–1991)
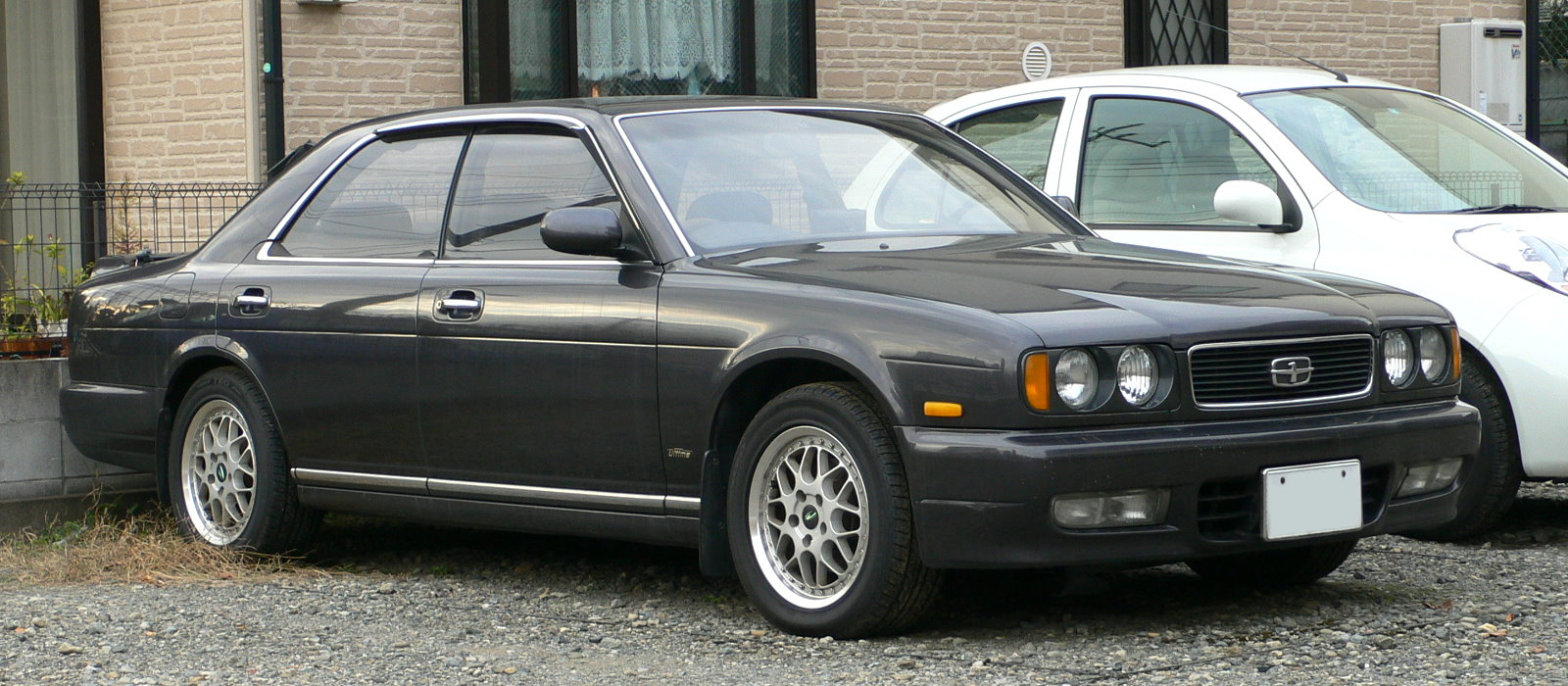
Nissan Gloria IX (1991-1995)
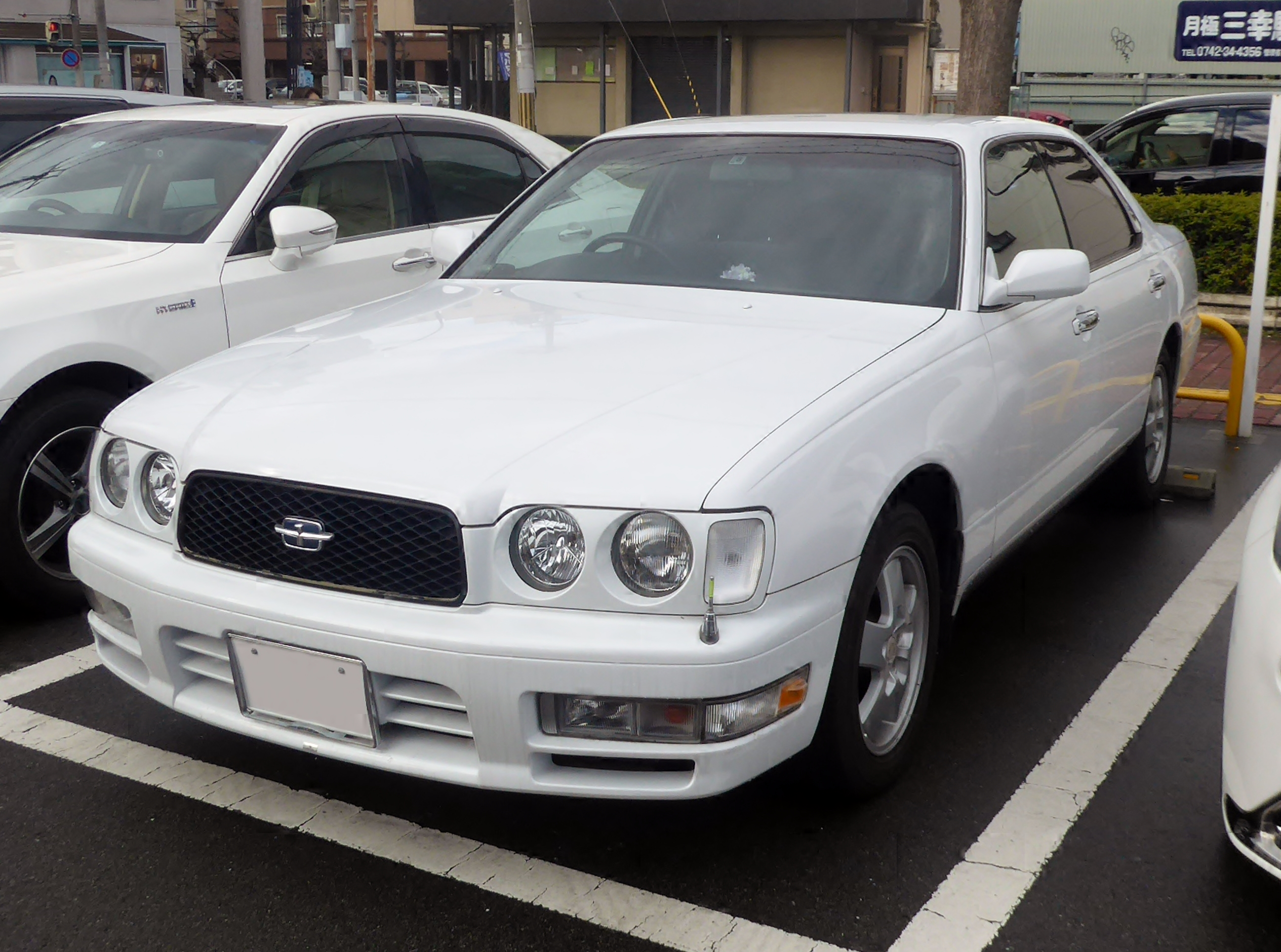
Nissan Gloria X (1995-1999)
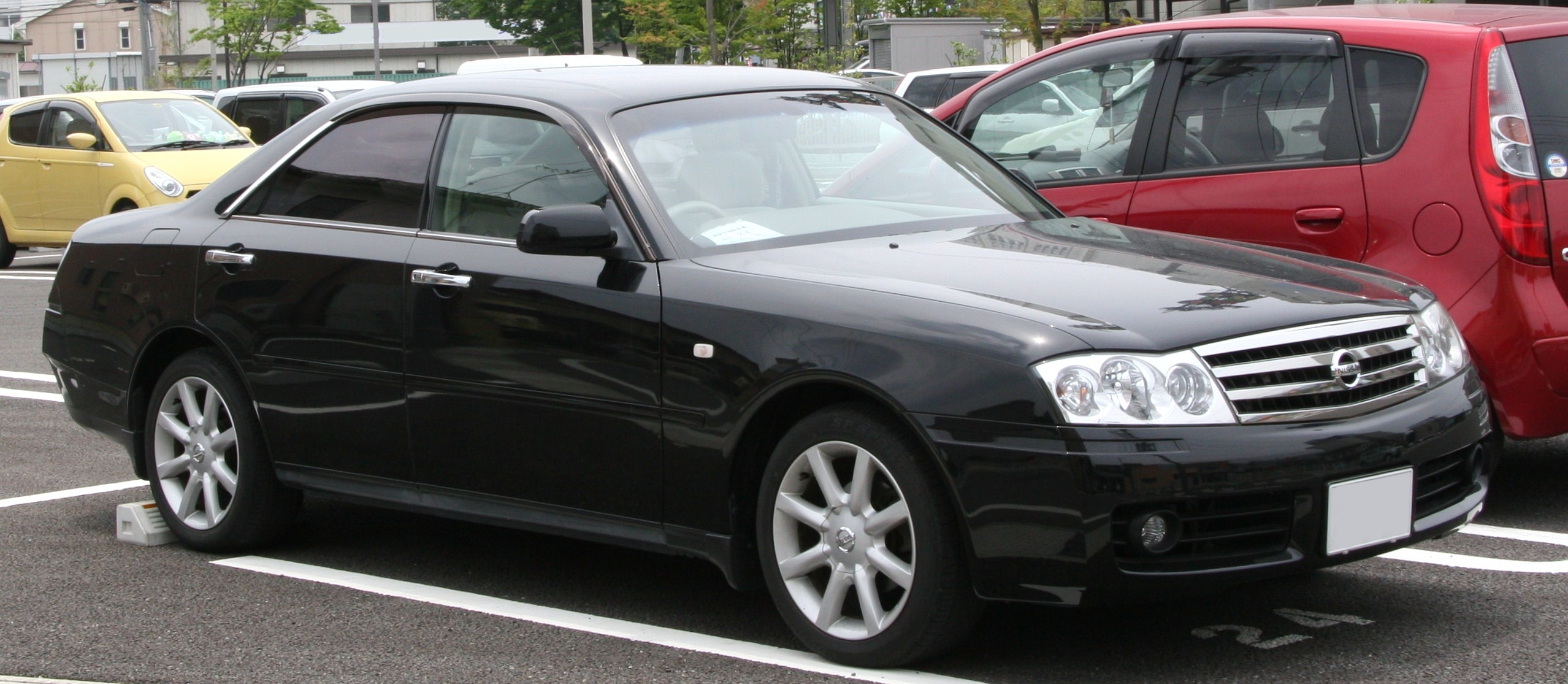
Nissan Gloria XI (1999-2004)

## Дев'яте покоління

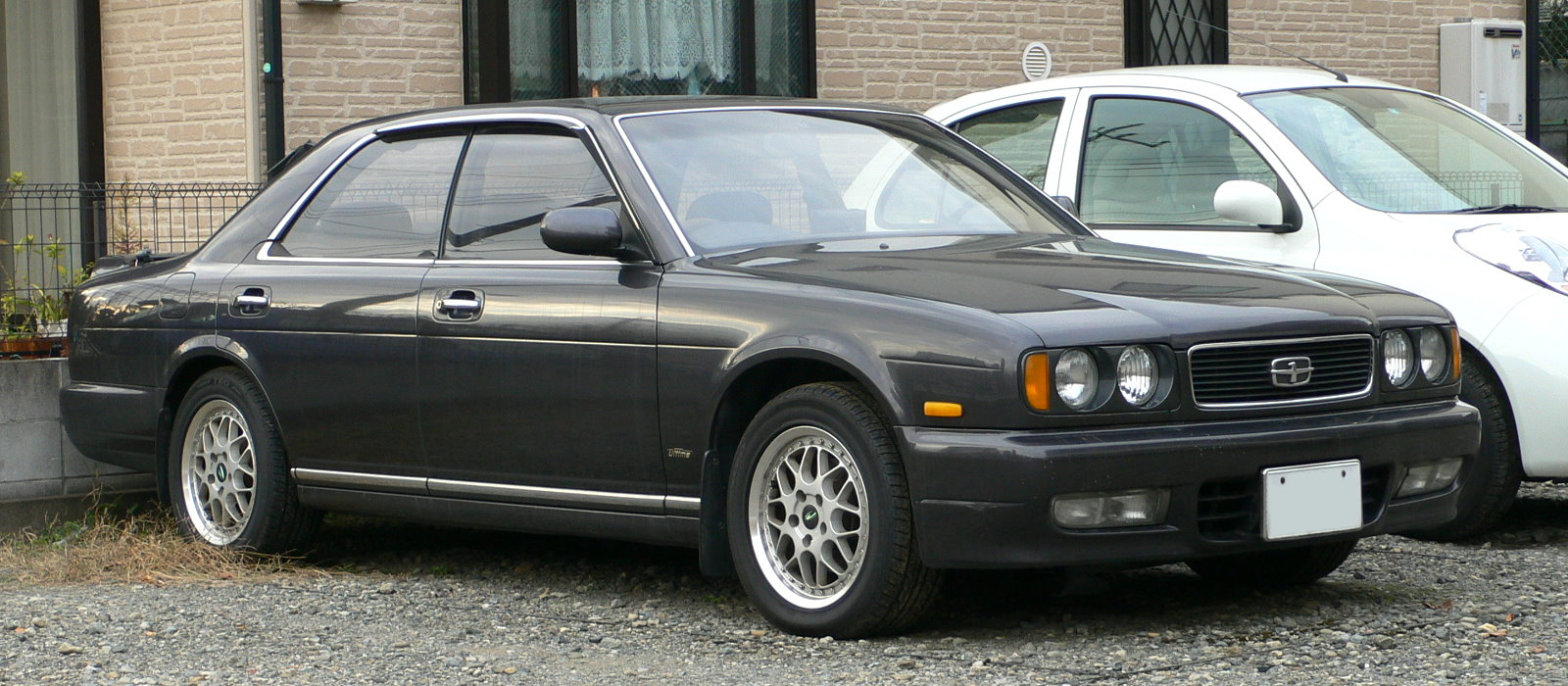
Nissan Gloria IX (1991–1995)

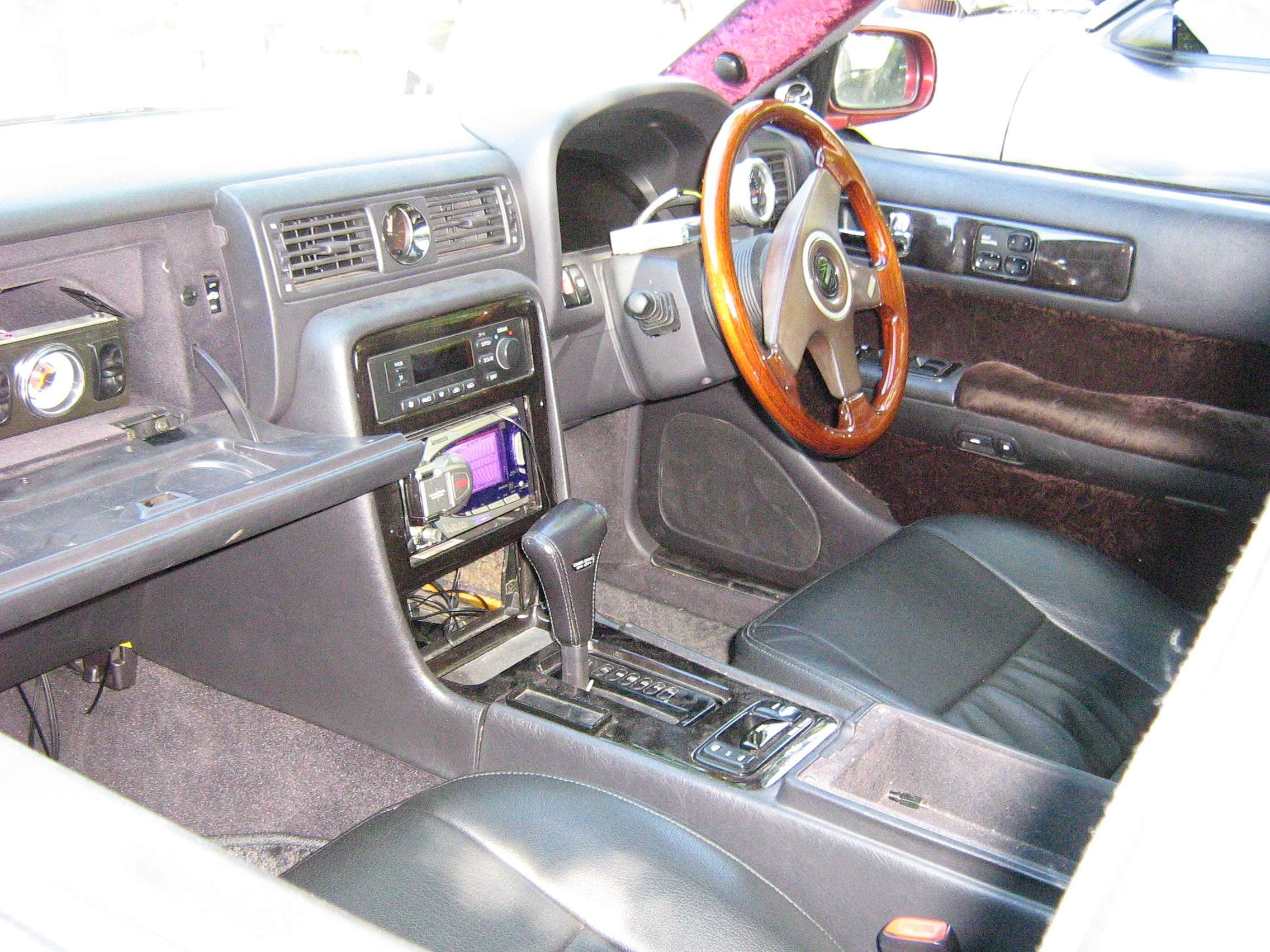
Салон

Дев'яте покоління (Y32, 1991-1995) було введено в червні 1991 року і було запропоновано лише в кузові седан. Центральна стійка була схована за безрамними боковими шклами для більшої солідності. Двигун серії VG попередньо пропонується з 5-ступінчастою автоматичною коробкою передач, з 4-ступенчатою пропонується дизель RD28. Механічна коробка передач більше не пропонуються.
Були запропоновані три рівні спортивних комплектацій Gran Turismo SV, Grand Turismo і топова Gran Turismo ULTIMA. Цивільні діляться на топові Brougham VIP типу C, Brougham G, Brougham, Classic SV і Classic. Але популярність Nissan Cima починає впливати на продажі Глорії. Вони вже не перевищують обсяг минулих поколінь.

### Gran Turismo
Спортивна модифікація Gran Turismo, яка з'явилася одним поколінням раніше і відразу завоювала високу популярність, пережила оновлення і стала також випускатися в кузовах серії Y32. Вона має індивідуальний зовнішній вигляд завдяки 4 круглим фарам. Для седана з метою персонального використання автомобіль має дуже високі характеристики.

### Двигуни
- 3.0 L VG30DET V6
- 3.0 L VG30DE V6
- 3.0 L VG30E V6
- 2.0 L VG20E V6
- 2.8 L RD28 I6 diesel

## Десяте покоління

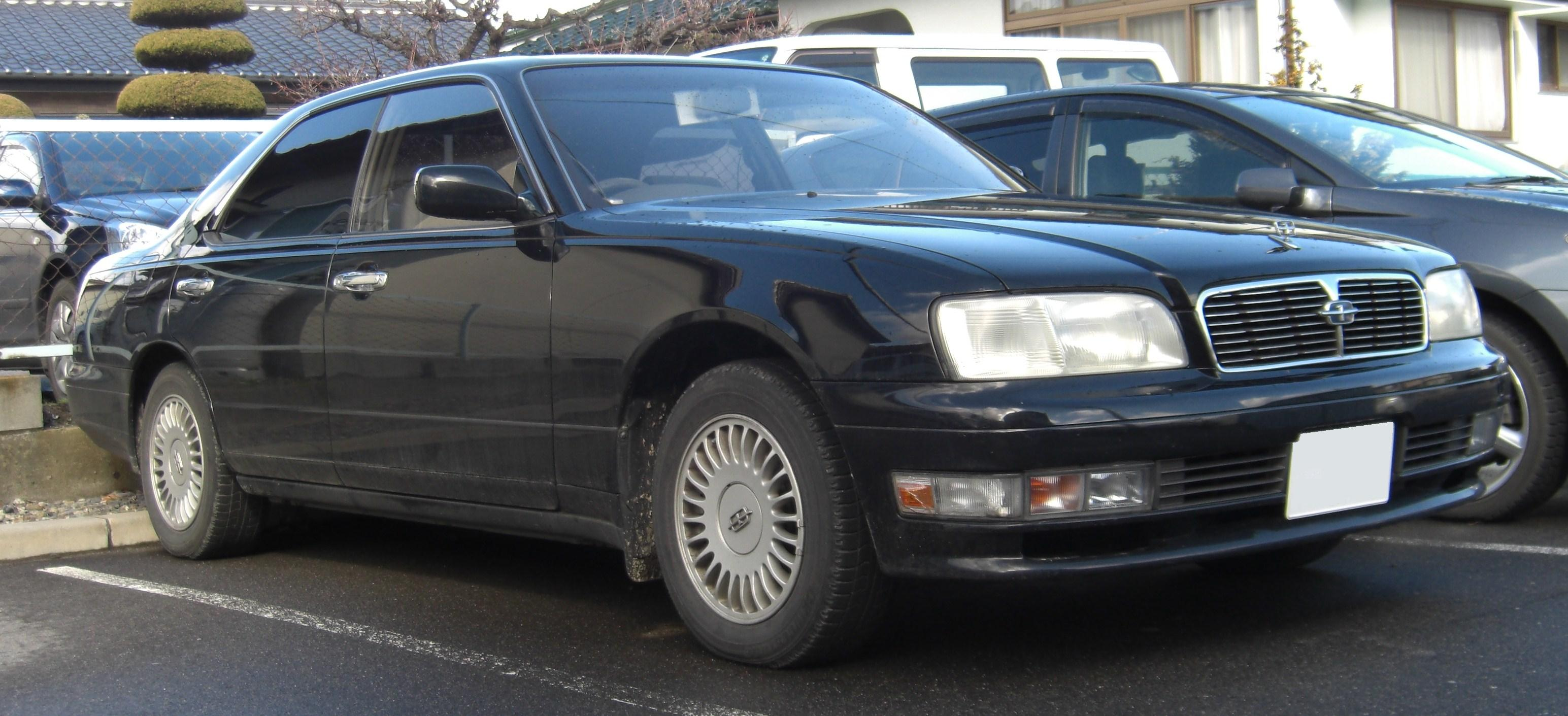
Nissan Gloria Brougham (Y33, 1995–1997)

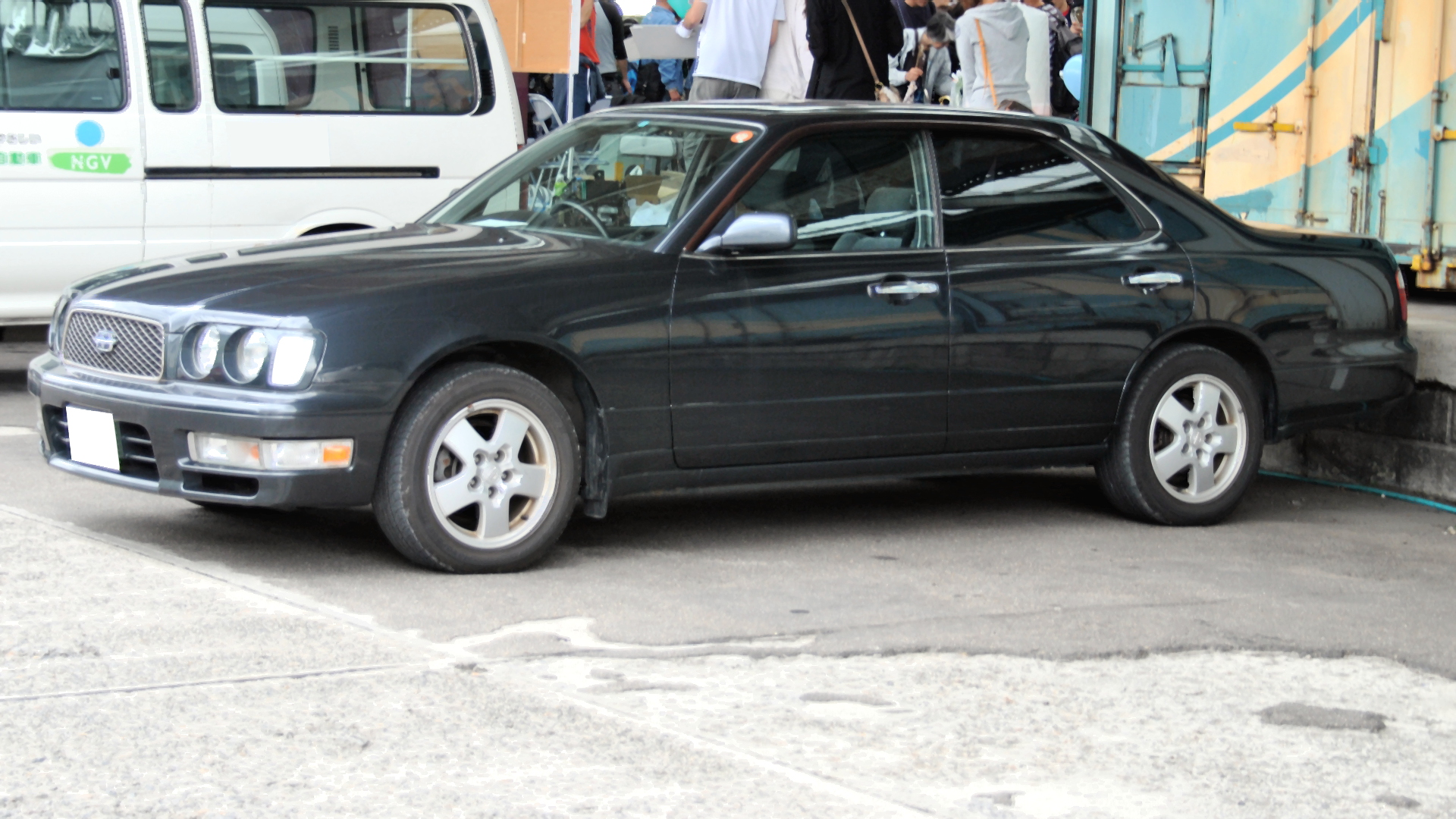
Nissan Gloria Gran Turismo (Y33, 1995–1997)

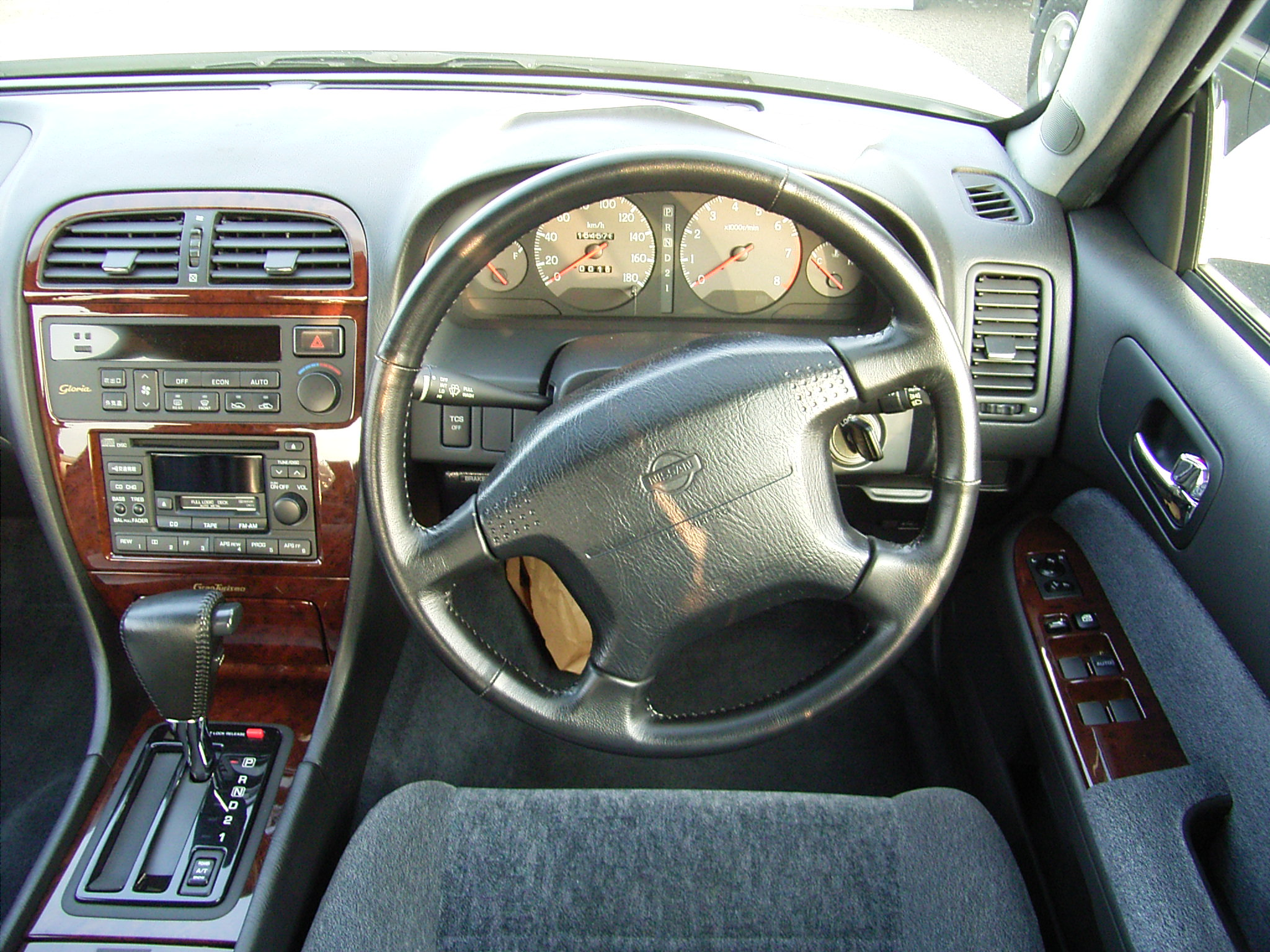
Салон

Машинки в кузові Y33 виготовлялись з 1995 по 1999 роки. Головна відмінні риса Gloria в кузовах серії Y33 полягає у оснащенні цих автомобілів двигунами нового покоління та значним покращенням їх ходових характеристик. На цих машинах використовують підвіску попереднього покоління: передня зі стійками і задня мультилінкова, але на спортивних модифікаціях встановлюється активна пневматична підвіска, керована електронікою, і «думаючий» диференціал підвищеного тертя (LSD + TCS). Особливу стійкість автомобіль показує на високошвидкісних дорогах, і в поєднанні з ергономічними сидіннями він отримав високу оцінку як висококласний представник класу Gran Tourismo. 
У 1997 році модель отримала рестайлінг, що завершився зміною розміру круглих фар головного світла, оптики переднього бампера та заднього світла.
Також на них почали ставитися двигуни серії VQ - VQ25DE - 187 к.с. VQ30DE - 220 к.с. і з турбонаддувом VQ30DET - 280 к. с. Цей двигун почав вважатися одним з найнадійніших у лінійці Nissan, наряду з популярністю двигунів VG. Серед комплектацій Gloria був повноприводний варіант із рядним шестициліндровим турбованим двигуном RB25DET, встановленим на Скайлайнах і Лаурелях.
Три рівня спортивної комплектації Gran Turismo SV, Grand Turismo і топова Gran Turismo ULTIMA. Був представлений і представницький варіант авто «Brougham». Але популярність Nissan Cima починає відображатись на продажах Глорії. Вони вже не перевищують обсяг минулих поколінь.

### Двигуни
- 3.0 L VQ30DET V6
- 3.0 L VQ30DE V6
- 2.5 L VQ25DE V6
- 2.0 L VQ20DE V6
- 2.8 L RD28 I6 diesel
- 2.5 L RB25DET I6

## Одинадцяте покоління

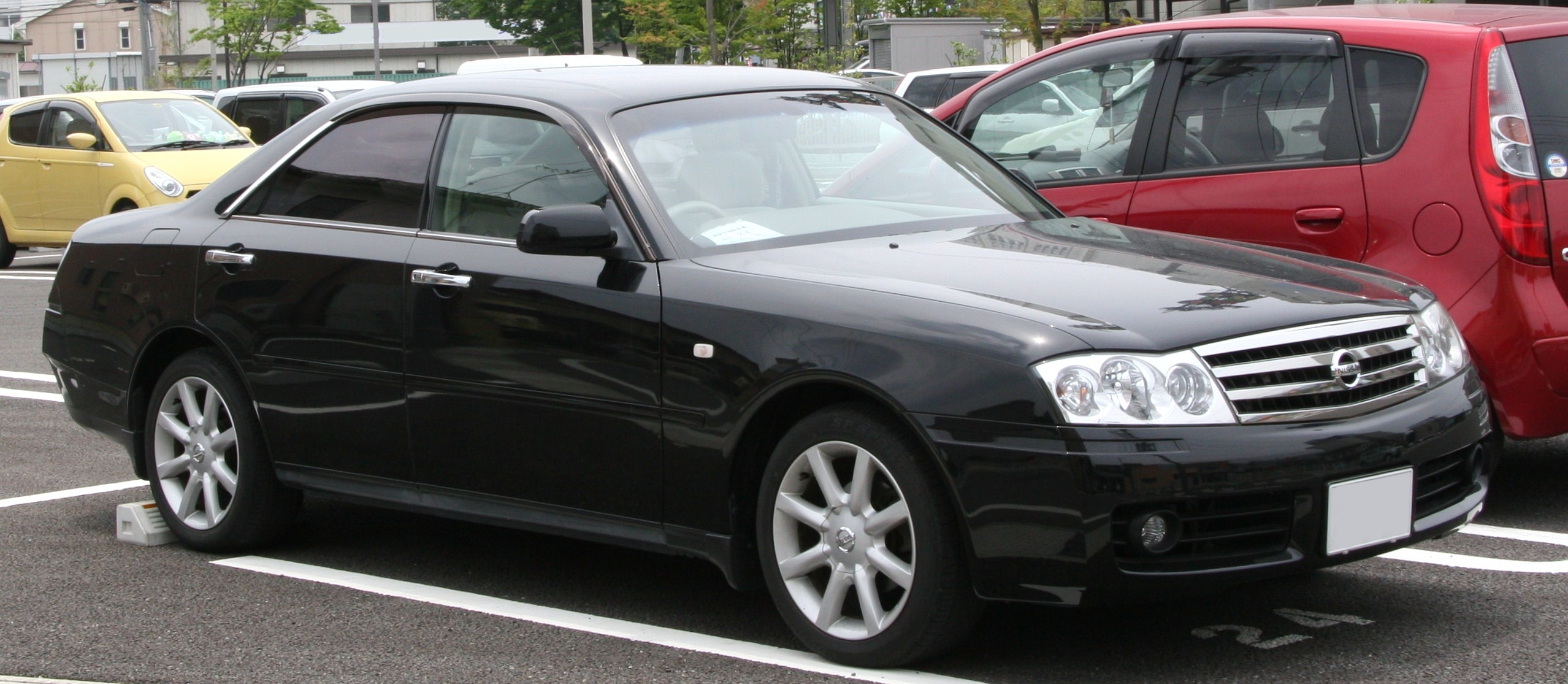
Nissan Gloria Gran Turismo (Y34, 1999–2004)

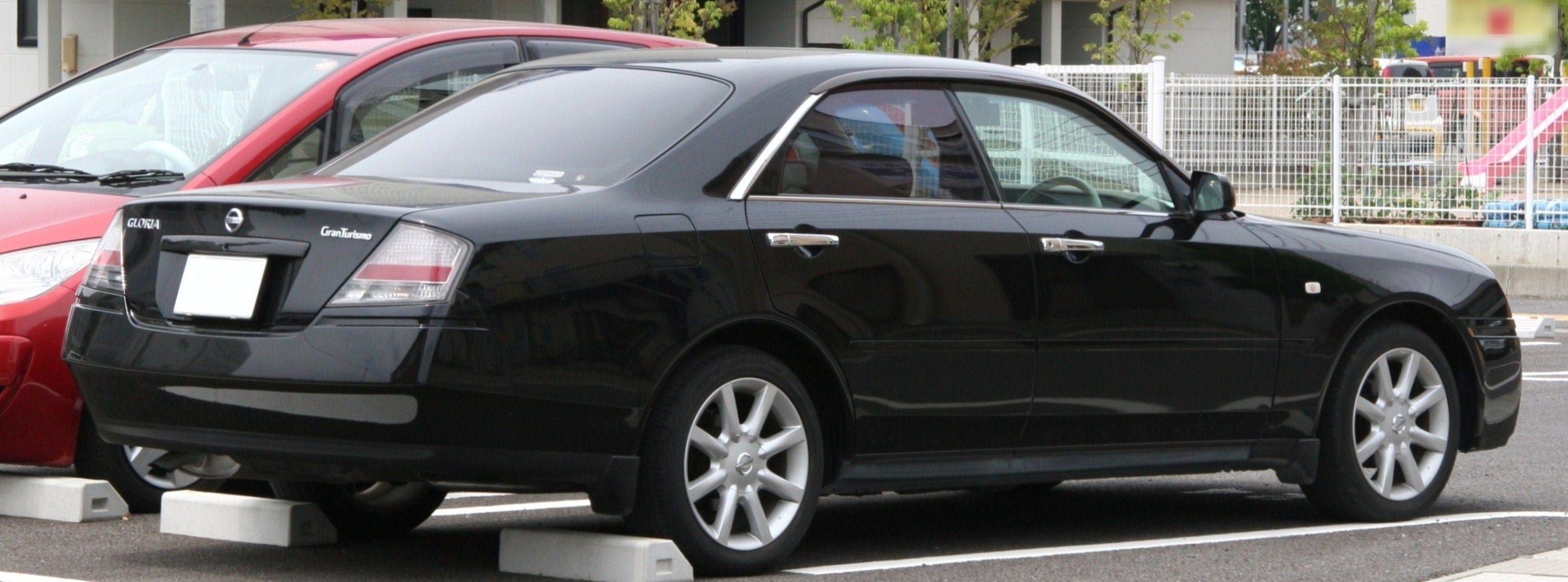
Nissan Gloria Gran Turismo (Y34, 1999–2004)

Останнім поколінням Nissan Gloria (Y34) почали випускати в червні 1999 року, випуск завершено в вересні 2004 року. Автомобіль позбавився цілого ряду комплектацій (таких, як орієнтований на цінувальну комфортність споживачів версії Brougham), і отримав спортивний імідж.
Gloria в кузові Y34 був седаном з класичною компоновкою, і, як і останнє покоління Nissan Cedric, отримав тороїдальну, Expoid CVT, варіаторну трансмісію (в деяких версіях також випускалася версія з класичною гідротрансформаторною автоматичною трансмісією), 2,5- і 3-літрову версії V-подібного 6-циліндрового бензинового двигуна. Машина випускалася не тільки в задньо, але і в повноприводному виконанні.

### Двигуни
- 2.5 L VQ25DD V6 LEV
- 2.5 L RB25DET I6
- 3.0 L VQ30DD V6 LEV
- 3.0 L VQ30DET V6 LEV